# Ройте (Брайсгау)
Ройте (Брайсгау) (нім. Reute (Breisgau)) — громада в Німеччині, знаходиться в землі Баден-Вюртемберг. Підпорядковується адміністративному округу Фрайбург. Входить до складу району Еммендінген.
Площа — 4,79 км2. Населення становить 2858 ос. (станом на 31 грудня 2020).